# Verwaltungsgemeinschaft Kraiburg am Inn
Die Verwaltungsgemeinschaft Kraiburg am Inn (amtlich: Kraiburg a. Inn) liegt im oberbayerischen Landkreis Mühldorf am Inn und wird von folgenden Gemeinden gebildet:
1. Jettenbach, 720 Einwohner, 9,18 km²
2. Kraiburg a.Inn, Markt, 4080 Einwohner, 27,55 km²
3. Taufkirchen, 1402 Einwohner, 25,33 km²

Sitz der Verwaltungsgemeinschaft ist der Markt Kraiburg am Inn.